# 6066 Hendricks
6066 Hendricks este un asteroid din centura principală de asteroizi.

## Descriere
6066 Hendricks este un asteroid din centura principală de asteroizi. A fost descoperit pe 26 septembrie 1987 la Stația Anderson Mesa de Edward L. G. Bowell. El prezintă o orbită caracterizată de o semiaxă mare de 2,37 ua, o excentricitate de 0,28 și o înclinație de 6,2° în raport cu ecliptica.